# Массовое убийство в Кратове
Массовое убийство в посёлке Кратово (Московская область, Раменский район) произошло 10 июня 2017 года. По данным следствия, 50-летний житель посёлка Игорь Зенков открыл из окон своего дома огонь по соседям и прохожим, а затем по прибывшим сотрудникам правоохранительных органов. После противостояния с силовиками, которое длилось несколько часов, Зенков покинул дом и скрылся, однако вскоре был найден мёртвым. В результате инцидента погибло 5 человек, получили ранения различной степени тяжести ещё шесть человек, в том числе 4 сотрудника Федеральной службы войск национальной гвардии России.

## Подозреваемый
По данным следствия, нападавший — местный житель Игорь Юрьевич Зенков. Он родился в 1967 году. С 1992 года по 2014 год он являлся сотрудником МЧС России, занимал должность слесаря-ремонтника 5 разряда отдела ремонта спасательного оборудования службы инженерно-технического обеспечения спасательных работ. За годы службы неоднократно бывал в командировках в горячих точках, но, согласно официальным данным, в боевых действиях участия не принимал. По некоторым сведениям, был награждён орденом Мужества.

## Ход событий
Первое сообщение о стрельбе по адресу улица Пушкинская, дом № 4, поступило в службу «112» 10 июня 2017 года в 15:54 по московскому времени. Как полагает следствие, Игорь Зенков открыл огонь с территории своего земельного участка по людям, находившимся у дома № 3 по той же улице, а затем скрылся в здании. В 16:03 на место происшествия прибыл наряд полиции, примерно через 15 минут начальником ОВД «Раменское» был объявлен сбор личного состава по оперативному плану «Сирена».
Около 19:00 бойцы спецназа Федеральной службы войск национальной гвардии России предприняли попытку штурма дома. По сотрудникам правоохранительных органов был открыт огонь из ружья, в них также было брошено несколько гранат. Второй раз на штурм силовики пошли около 20:00, на этот раз четверо спецназовцев получили ранения при взрыве гранаты. Зенкову удалось покинуть здание.
Тело Зенкова было найдено 11 июня 2017 года в 00:17 в газовом колодце во дворе дома, откуда велась стрельба. Смерть наступила от огнестрельного ранения в грудь, которое, предположительно, он нанёс себе сам из пистолета.

## Расследование
В связи с произошедшим главным следственным управлением Следственного комитета России по Московской области было возбуждено уголовное дело по признакам преступлений, предусмотренных частью 3 статьи 30, пунктом «а» части 2 статьи 105 УК (покушение на убийство двух и более лиц), пунктом «и» части 2 статьи 105 УК (убийство из хулиганских побуждений), частью 1 статьи 222 УК (незаконный оборот оружия и боеприпасов), статьёй 317 УК (посягательство на жизнь сотрудников правоохранительных органов).